# Ірша (село)
Ірша́ — село в Україні, у Вишевицькій сільській територіальній громаді Житомирського району Житомирської області. Населення становить 542 особи (2001).

## Населення

### Мова
Розподіл населення за рідною мовою за даними перепису 2001 року:
| Мова       | Кількість | Відсоток |
| ---------- | --------- | -------- |
| українська | 512       | 94.47 %  |
| російська  | 30        | 5.53 %   |
| Усього     | 542       | 100 %    |

## Історія
7 серпня 2015 року увійшло до складу новоствореної Вишевицької сільської територіальної громади Радомишльського району Житомирської області. Від 19 липня 2020 року, разом з громадою, в складі новоствореного Житомирського району Житомирської області.